# Okres Bolesławiec
Okres Bolesławiec (polsky Powiat bolesławiecki) je okres v polském Dolnoslezském vojvodství. Rozlohu má 1303,26 km² a v roce 2023 zde žilo 87 642 obyvatel. Sídlem správy okresu je město Bolesławiec.

## Gminy
Městská:
- Bolesławiec

Městsko-vesnická:
- Nowogrodziec

Vesnické:
- Bolesławiec
- Gromadka
- Osiecznica
- Warta Bolesławiecka

## Města
- Bolesławiec
- Nowogrodziec

## Sousední okresy
| Růžice kompasu |           | Żagań             | Polkowice | Růžice kompasu |
| Růžice kompasu | Zgorzelec | Sever             | Legnica   | Růžice kompasu |
| Růžice kompasu | Zgorzelec | Okres Bolesławiec | Legnica   | Růžice kompasu |
| Růžice kompasu | Zgorzelec | Jih               | Legnica   | Růžice kompasu |
| Růžice kompasu | Lubań     | Lwówek Śląski     | Złotoryja | Růžice kompasu |